# Deutsche Cadre-47/2-Meisterschaft 1968/69

Veranstaltungsort: Duisburg

Die Deutsche Cadre-47/2-Meisterschaft 1968/69 ist eine Billard-Turnierserie und fand vom 26. bis zum 29. Juni 1969 in  Duisburg-Walsum zum 42. Mal statt.

## Geschichte
Die mit Abstand beste Deutsche Meisterschaft im Cadre 47/2 fand 1969 in Duisburg statt. Das beweist der Turnierdurchschnitt von 35,82. Wieder einmal Sieger wurde der Düsseldorfer Siegfried Spielmann. Mit 370 verbesserte er seinen eigenen deutschen Rekord in der Höchstserie (HS), aufgestellt 1950 in Rheydt, um fünf Punkte. Seine erste Medaille im Cadre 47/2 gewann der nach Duisburg gewechselte Günter Siebert mit dem zweiten Platz. Dritter wurde der Bochumer Klaus Hose. Er egalisierte mit 133,33 den deutschen Rekord im besten Einzeldurchschnitt (BED), aufgestellt 1966 von Siegfried Spielmann bei der Cadre-47/2-Europameisterschaft in Bern.

## Turniermodus
Das ganze Turnier wurde im Round-Robin-System bis 400 Punkte mit Nachstoß gespielt. Bei MP-Gleichstand wurde in folgender Reihenfolge gewertet:
1. MP = Matchpunkte
2. GD = Generaldurchschnitt
3. HS = Höchstserie

## Abschlusstabelle
| MP    | Match Points (Sieger = 2; Unentschieden = 1; Verlierer = 0) |
| Pkte. | Erzielte Karambolagen                                       |
| Aufn. | Benötigte Versuche                                          |
| GD    | Generaldurchschnitt                                         |
| BED   | Bester Einzeldurchschnitt eines Spielers                    |
| HS    | Höchstserie                                                 |
|       | Bester GD des Turniers                                      |
|       | Bester ED des Turniers                                      |
|       | Beste HS des Turniers                                       |
|       | 1. Platz (Gold)                                             |
|       | 2. Platz (Silber)                                           |
|       | 3. Platz (Bronze)                                           |

| Klassement                 | Klassement                               | Klassement | Klassement | Klassement | Klassement | Klassement | Klassement |
| Platz                      | Name                                     | MP         | Pkte.      | Aufn.      | GD         | BED        | HS         |
| -------------------------- | ---------------------------------------- | ---------- | ---------- | ---------- | ---------- | ---------- | ---------- |
| 1                          | Siegfried Spielmann (Düsseldorf)         | 14:0       | 2800       | 64         | 43,75      | 66,66      | 370        |
| 2                          | Günter Siebert (Duisburg)                | 12:2       | 2526       | 66         | 38,27      | 100,00     | 193        |
| 3                          | Klaus Hose (Bochum)                      | 8:6        | 2021       | 51         | 39,62      | 133,33     | 191        |
| 4                          | Peter Sporer (München)                   | 8:6        | 2286       | 63         | 36,28      | 80,00      | 312        |
| 5                          | Dieter Müller (Berlin)                   | 6:8        | 2227       | 59         | 37,74      | 57,14      | 253        |
| 6                          | Ewald Kajan (Duisburg)                   | 4:10       | 1996       | 64         | 31,18      | 57,14      | 213        |
| 7                          | Matthias Metzemacher (Bergisch Gladbach) | 2:12       | 1853       | 56         | 33,08      | 36,36      | 131        |
| 8                          | Norbert Witte (Essen)                    | 2:12       | 1628       | 61         | 26,68      | 50,00      | 175        |
| Turnierdurchschnitt: 35,82 |                                          |            |            |            |            |            |            |